# Prometheus (Stargate)
En el universo ficticio de Stargate, el Crucero de Batalla Prometheus (nombre de pila para el proyecto BC-303) es la primera nave interestelar creada en el planeta Tierra. Hermana pequeña del Daedalus, es alrededor de diez veces más grande que un Al'kesh. Fue creada usando tecnología Asgard y Goa'uld. En un comienzo, Jack O'Neill quiso llamarla Enterprise, argumentando que Prometheus, fue el nombre de una tragedia griega. Fue el único BC-303 que entró en servicio.
El Prometheus tiene como color de identificación el blanco, este se puede ver en el mapa detrás de la silla del comandante y la iluminación general del puente de la nave.

## Equipamiento a bordo
Aunque el Prometeo es la primera nave de su clase BC - 303, ya se ha quedado obsoleto. Con mejoras Asgard y otras tecnologías extraterrestres avanzadas esta clase de naves, pasó a ser suplantada por los BC-304; las actualizaciones y modificaciones representan una nueva clase de naves basadas en el diseño del Prometeo. Este es el único BC - 303 construido. Está diseñado para transportar hasta un total de ocho cazas F-302s, que pueden ser lanzados y recibidos a través de la bahía del hangar de la nave incluso cuando esta se encuentra en vuelo. Tanto los F-302 y BC - 303 son capaces de viajes hiperespaciales, principalmente a causa de los avances en la tecnología de hiperespacio, y al descubrimiento del Naquadriah en el planeta natal de Jonas Quinn.
El Prometheus utiliza tecnología Asgard en sus escudos, teletransportadores y motores de hiperpropulsión; estando además equipada con Anillos de transporte Goa'uld. Al igual que en su hermano el Daedalus, el armamento es totalmente terrícola.
Puede salir del planeta al espacio en menos de 30 segundos y sus motores sub-luz le permiten viajar a 110000 millas por segundo (59% de la velocidad de la luz).Su carcasa y paredes están construidas a base de Trinium.

### Hiperpropulsión
En un  primer momento el Prometheus estuvo equipado con motores de hiperpropulsión a base de Naquadriah, una variante inestable del naquadah. Estos fueron construidos utilizando tecnología inversa Goa'uld, con el Naquadriah como centro del hyperdrive; tuvieron un costo aproximado de 2.000 millones de dólares. 
Debido a dificultades técnicas en la extracción un flujo estable de energía del Naquadriah producidas mientras el hyperdrive está trabajado, la ventana de hiperespacio producida es inestable creando un curso imposible (un problema compartido por el hyperdrive de los F-302).  Más tarde fue incorporado un sistema de amortiguación en el hyperdrive que logró estabilizar la salida de potencia lo suficiente como para viajar por el hiperespacio.
Durante una prueba en el hyperdrive, el Prometheus pasa por una intensa ola de gravedad producida por el colapso de una estrella causando un aumento de poder en la salida de potencia del Naquadriah. Con la consecuente destrucción del buffer y sin ningún modo de repararlo, se decide efectuar un pequeño salto hiperespacial que causa la sobrecarga y posterior explosión del reactor.
El segundo núcleo hyperdrive instalado en el Prometheus es rescatado de un Al'kesh Goa'uld que el coronel O'Neill y Teal'c robaron de los Jaffa de Ba'al. Este motor básico no estaba diseñado para una nave del tamaño del Prometheus y requería ser operado durante breves períodos, para evitar que el núcleo se sobrecargara.
Tras el regreso del Prometheus a la Tierra, los Asgard lo dotan del tercer y último hyperdrive utilizado durante la vida útil de la nave. Estos hyperdrives eran mucho más avanzados que los creados por los terrícolas y los Goa'uld, haciendo a la nave capaz de moverse a velocidades de más de 150 años luz por hora.
Como parte de un acuerdo relativo a la utilización del Stargate de Rusia a raíz de la pérdida del Stargate americano, Rusia recibió los planos del X-303; sin embargo a raíz de la creación del nuevo modelo de crucero terrestre, los BC-304, no se alcanzó a construir otro X-303.

## Historia
El Prometeo fue creado con el propósito de ser la primera línea de defensa del planeta Tierra.
La nave es propiedad de la Fuerza Aérea de los EE. UU., y su tripulación consta de personal de la Fuerza Aérea. Operacionalmente, el Prometeo, al igual que sus hermanos los BC-304, están a disposición del Departamento de Seguridad Planetaria del Pentágono.
Tres personas han estado al mando del Prometeo, el coronel William Ronson durante su viaje de prueba, el general George Hammond cuando Anubis atacó la Tierra y el coronel Lionel Pendergast durante el resto de tiempo que la nave estuvo operativa. 

### Misión Inicial
El Prometeo es secuestrado antes de estar terminado por agentes NID renegados para exigir la liberación del Coronel Frank Simmons y al Goa'uld que infestó a Adrian Conrad, mientras mantienen como rehenes a la Mayor Carter, a Jonas Quinn y a una periodista. Los Militares de los EE. UU. cumplen con las exigencias, pero la nave es lanzada ya que Simmons tiene la intención utilizarla para viajar a un mundo que supuestamente contiene un alijo de armas de los antiguos. Antes de saltar al hiperespacio, el coronel O'Neill y Teal'c consiguen subir a bordo de la nave utilizando un Planeadores de la muerte y recuperan el control de la misma, pero no antes de que salte al hiperespacio.
Debido a defectos en el diseño en el hyperdrive la nave sale del hiperespacio en un lugar desconocido, pero son encontrados por los Asgard. Thor recurre a la ayuda del SG-1 y su nave para ayudarle a atrapar a los Replicantes dentro de una burbuja de dilatación del tiempo. Los Asgard agradecen a la Tierra montando nuevos sistemas a bordo del X-303.

### Viaje de Prueba
La nave fue terminada y comenzó un viaje de prueba. Un problema mientras estaba en el hiperespacio daña los hyperdrives, y un posterior intento de salto da lugar una sobrecarga en el reactor de Naquadriah. La tripulación se ve obligada a expulsar el reactor en el espacio, explotando en la órbita de un planeta desconocido, donde la nave queda varada.
El Prometeo permanece varado hasta que fue equipado con un hyperdrive tomado de un Al'kesh capturado por el coronel O'Neill y Teal'c. Desafortunadamente esto significó una pérdida de poder de en la nave, ya que el reactor del Al'kesh no podía generar la energía necesaria para el funcionamiento pleno del Prometeo. La nave se encuentra fuera de la Tierra, cuando es atacada por una nave alienígena desconocida y sufre daños mientras se esconde de ella dentro de una nebulosa corrosiva. Sin embargo, el daño es reparable.

### Ataque de Anubis a la Tierra
El BC-303 es presentado por los asesores militares al Presidente de los Estados Unidos, Henry Hayes, como la mejor oportunidad que tiene la Tierra para defenderse del ataque Goa'uld. El presidente Hayes pone el Prometeo bajo el mando del General George Hammond.
Se decide mantener la nave en su hangar, cuando la primera oleada de naves Goa'uld se sitúan sobre la órbita terrestre. El pequeño contingente de Ha'taks y Al'kesh son sólo una pequeña parte de la flota de Anubis, y el presidente, sus asesores y los jefes de Estado Mayor toman la decisión de no mostrar su lado por ahora. Una vez que el resto de las naves de Anubis llegan y comienzan a atacar las principales redes eléctricas y centros de comunicación, el Prometeo es lanzado con el fin de defender el planeta.
Por recomendación de la Dra. Elizabeth Weir, el Prometeo es redirigido a la Antártida junto con una gran cantidad de F-302 que la Tierra tiene a su disposición. Llegan en el momento en que el SG-1, en un Tel'tak, están a punto de ser atacados por Al'kesh y Planeadores de la muerte de Anubis. Hammond da la orden de "protejan esa nave a toda costa".
Mientras el SG-1 debe defenderse de Guerreros Kull que entran al puesto de la Antártida valiéndose de Anillos de transporte Goa'uld, y el coronel O'Neill comienza a operar la Silla del Trono Antigua, el Prometeo se dirige en un ataque directo a la nave madre de Anubis. Hammond ordena comenzar a atacar a la nave Goa'uld. Los daños crecen a medida que se acercan a la nave nodriza. Con las armas agotadas, Prometeo se prepara para embestir a la nave enemiga. Sin embargo, antes de que llegue a su meta el Sistema de Armas antiguo se activa y miles de drones son puestos en libertad, esquivando al Prometeo y destruyendo la Armada Goa'uld.

### El Robo del Prometheus
En ruta a Atlantis, una pirata espacial llamada Vala Mal Doran, usando la armadura de un Guerrero Kull, secuestra a la tripulación del Prometheus (excluyendo al doctor Jackson) y los abandona en un Al'kesh inutilizado, con la intención de dar el Prometheus a la Alianza Lucian a cambio de armas de grado-naquadah. Daniel consigue capturar a Vala, mientras el resto de la tripulación consigue reparar el Al'kesh y les da persecución, en última instancia, los planes de Vala son frustrados, si bien ella se las arregla para escapar a bordo del Al'kesh.

### Buscando la Bomba de Ba'al
El Prometheus se suma a la búsqueda de una bomba que Ba'al ha puesto en Seattle. La bomba está protegida por lo que la nave no puede detectarla con sus sensores. Cuando su ubicación es revelada la nave transporta a la Coronel Carter al edificio Maryland donde se encuentra la bomba. Después de un breve período, la Coronel Carter descubre que el edificio está construido con naquadah y es en sí mismo la bomba. Más tarde, cuando está a punto de detonar, el Prometheus transporta a la Coronel Carter y su equipo de vuelta a la nave y todo el rascacielos al espacio, donde detona sin causar mayores daños.

### Última Misíon
En el episodio Ethon, el Prometheus intenta intervenir cuando una de las dos naciones del planeta Tegalus, el Protectorado de Rand, que se encuentran atrapadas en una especie de Guerra Fría, comienza a construir un satélite basado en una plataforma de armas Ori. Los disparos por Prometeo para desactivar el satélite resultan ineficazes, y las avanzadas armas a bordo del satélite son capaces de atravésar los escudos de la nave terrestre. Debido a que al satélite le toma varios minutos volver a cargar antes de disparar, el Prometheus es capaz de lanzar su complemento de F-302s al espacio, para así ganar tiempo para que la mayoría de la tripulación se teletransporte al planeta utilizando la tecnología de transmisión Asgard. El Prometheus es destruido por el satélite después de tres disparos.
De los 115 miembros de la tripulación a bordo durante la misión, sólo sobreviven 76; su comandante, el coronel Lionel Pendergast, es asesinado en la tercera y última explosión de energía que destruye el Prometheus. El escuadrón de F-302s tiene éxito en llegar al planeta en territorio Caledonian, junto con los sobrevivientes del Prometheus. A pesar de los posteriores intentos del SG-1 por negociar una paz entre las naciones de Tegalus, la guerra estalla, dejando el Stargate del planeta inaccesible y posiblemente enterrados bajo los escombros. La última misión del Prometeo, por tanto, se transforma en un lamentable fracaso para la Tierra.

### Realidad Alternativa: "Air Force One"
En un universo alternativo visitados por Samantha Carter en "The Road Not Taken", el Prometheus sigue intacta en el 2007, y se ha convertido en el nuevo "Air Force One" del actual Presidente de los Estados Unidos: Hank Landry.
- Datos: Q3052242